# Марк Порций Катон (консул 118 года до н. э.)
Марк Порций Катон (лат. Marcus Porcius Cato; умер в 118 году до н. э.) — древнеримский политический деятель и оратор из плебейского рода Порциев, консул 118 года до н. э. Умер до истечения своих полномочий. Его сочинения читали ещё во времена поздней античности.

## Происхождение
Марк Порций принадлежал к незнатному плебейскому роду, происходившему из Тускулума, что в Лации. Номен Porcius античные авторы связывают с латинским словом porcus — «свинья», из-за чего предполагается, что первые представители этого рода занимались свиноводством. Первым консулом из этой семьи стал Марк Порций Катон, впоследствии прозванный Цензорием. Консул 118 года до н. э. был его внуком, старшим сыном Марка Порция Катона Лициниана, прошедшего карьеру только до претуры. По женской линии Марк был внуком Луция Эмилия Павла Македонского и аристократов Лициниев, отличаясь знатным происхождением от младших сородичей Катонов Салонианов, потомков Цензория от его второго брака с дочерью вольноотпущенника Салония.
Младшим братом Марка был Гай Порций Катон, консул 114 года до н. э.

## Биография
Дата рождения Марка Порция неизвестна. Но его младший брат Гай родился около 157 года до н. э.
Исходя из требований закона Виллия, установившего минимальные временные промежутки между высшими магистратурами, и даты консулата Марка Порция, исследователи относят самое позднее к 121 году до н. э. его претуру. В 118 году до н. э. Катон стал консулом вместе с ещё одним плебеем — Квинтом Марцием Рексом. Его провинцией по результатам жеребьёвки стала Африка: вассальный Риму правитель соседней Нумидии Миципса умер, оставив царство трём сыновьям, и, по-видимому, Гаю Порцию предстояло оформить раздел власти. Но, не успев выполнить эту задачу, Катон внезапно умер.
По словам Авла Геллия, Марк Порций был «достаточно сильным оратором» и подражал в красноречии своему деду. Он оставил после себя множество речей, которые читали ещё во II веке н. э. В частности, персонажи «Аттических ночей» обсуждают сборник сочинений Марка Катона Непота, в том числе дискутируя о личности автора. «Один молодой человек, не чуждый литературе», предполагает, что это Марк Порций Катон Утический, но Гай Сульпиций Аполлинарий доказывает, что речь о консуле 118 года до н. э., а слово Непот (nepos — внук) указывает на степень его родства с Катоном Цензорием. Произведения Катона полностью утрачены.

## Потомки
У Марка Порция был сын того же имени, который прошёл карьеру до претуры и наместничества в Нарбонской Галлии, а консульства не достиг из-за ранней смерти (даты неизвестны).